# ガイウス・ムキウス
ガイウス・ムキウス・スカエウォラ（ラテン語: Gaius Mucius Scaevola）は、共和政ローマ初期の伝説的な人物。一説によると元々のコグノーメンはコルドゥス（Cordus）であった。若者らしい勇気を示し、追放されたタルクィニウス・スペルブスの王政復古を目論むエトルリア王ラルス・ポルセンナを退けた。

## 概要
ローマが王政から共和政に移行したばかりの時代、追放された王タルクィニウスはいまだ健在で、エトルリアの王たちと手を組んでローマへの復帰を企んでいた。タルクィニウスの盟友ポルセンナは軍を率いる事に優れ、ローマ軍はたびたび苦難に陥る。そしてポルセンナはローマを包囲するにまで至った（ローマ包囲戦 (紀元前508年)）。
そして、その時に一人のローマ市民ガイウス・ムキウスは闇夜に隠れて城外のポルセンナを暗殺しようと企み、元老院の許可を得た。しかしポルセンナの顔を知らないムキウスは王の隣にいた秘書を殺害してしまい、囚われの身となったムキウスがポルセンナに詰問される。この時のムキウスの台詞は後のローマでは語り草となった。曰く:
これを聞いたポルセンナは恐れかつ怒り、ムキウスの身体を火であぶって拷問することとした。ムキウスは従容としてこれを受け入れるどころか、ポルセンナよりも先に松明をつかみ右手に押し当てて、痛みの表情を出さずに炎が右手を焦がすままに耐えたという。
この勇気を目にしてポルセンナは彼を解放し、またこのようなローマ人の勇猛さを前にポルセンナはローマと和議を結んだ。そして焼けただれた右手が使えなくなったため、彼はのちにスカエウォラ（Scaevola、「左手の」という意）と呼ばれるようになったという。

## 氏族
彼の後ムキウス氏族で高位政務官が出てくるのは紀元前3世紀末になってからであり、しかもプレブス系ノビレスであった。そのため、彼の直接の子孫ではないと考えられている。後のスカエウォラの一族は法廷で活躍し、特にアウグル（鳥卜官）、ポンティフェクス（神祇官）のアグノーメンを持つ二人など、法学者を輩出した。

## 美術作品

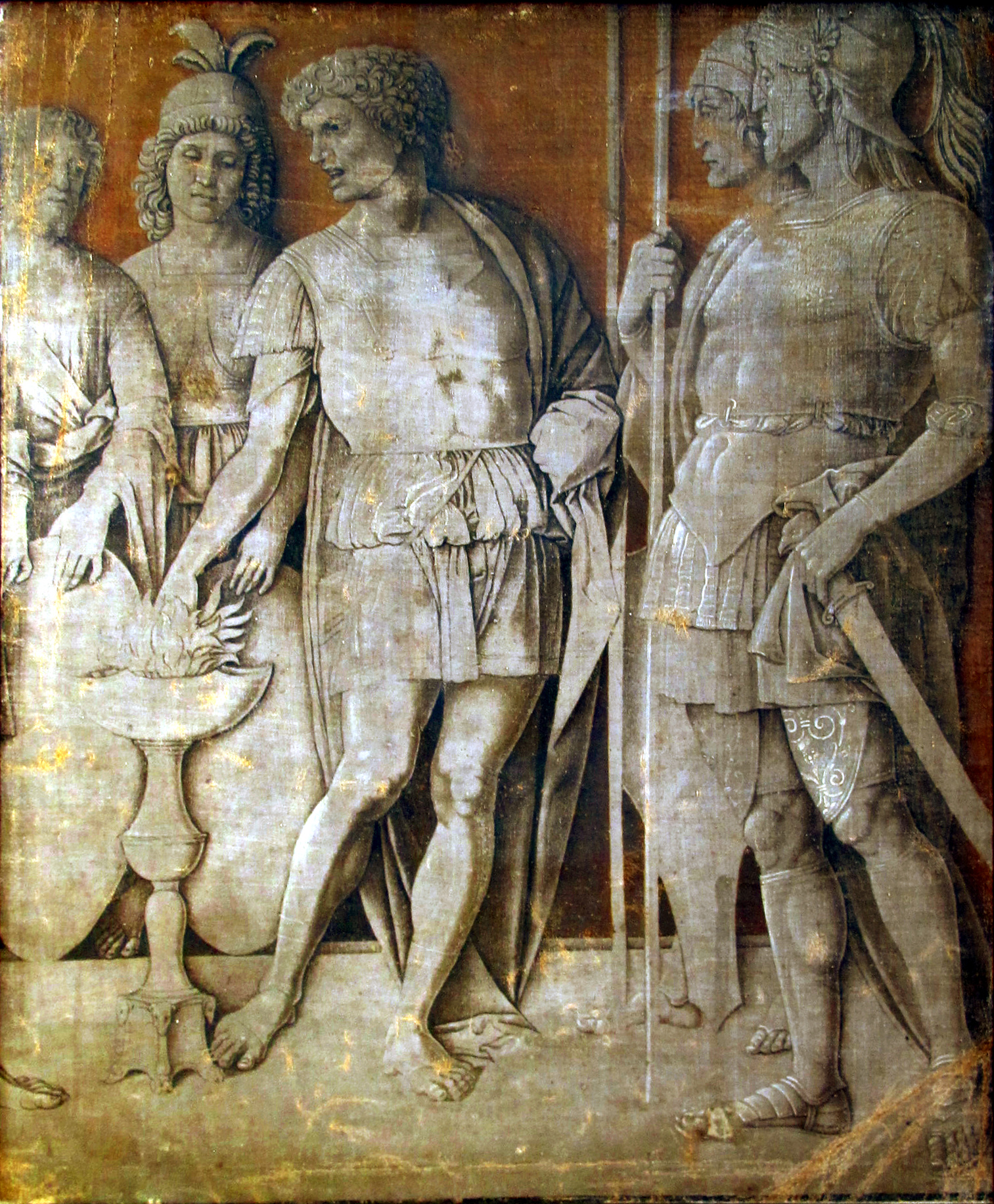
アンドレア・マンテーニャ（15世紀）
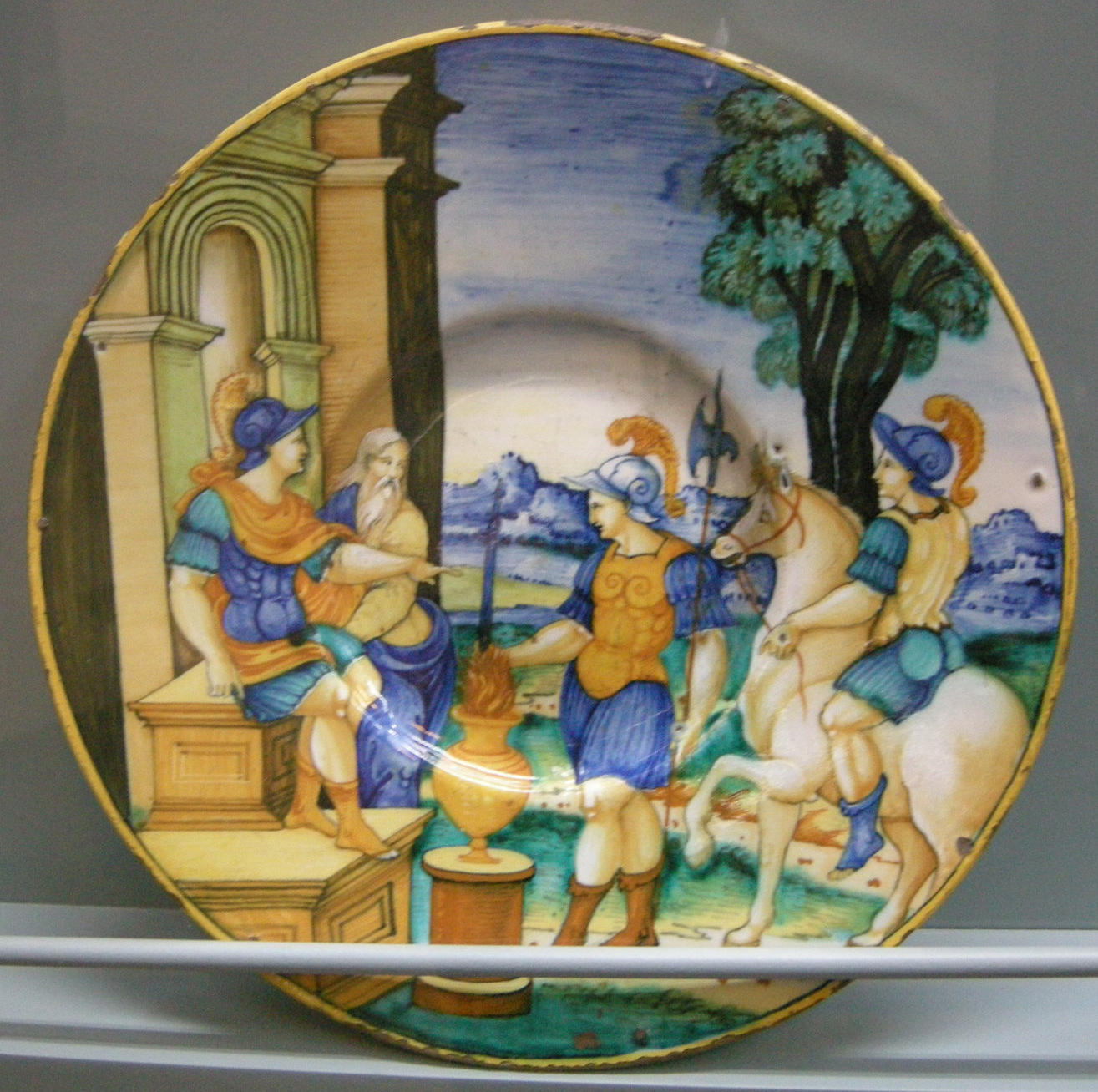
ニコラ・ダ・ウルビーノ（1533年頃）
16世紀中頃にオランダで製造された盾
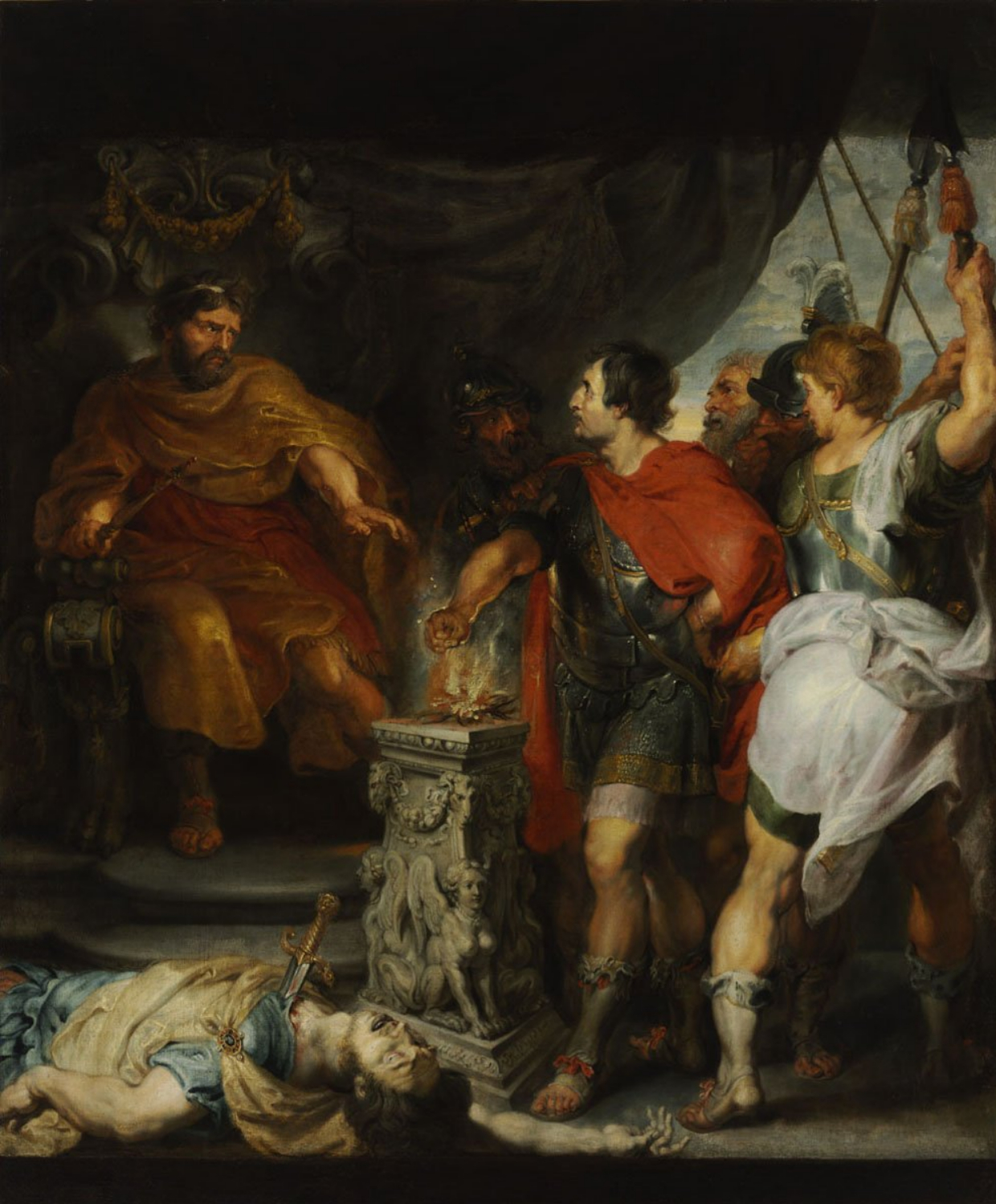
ピーテル・パウル・ルーベンス、アンソニー・ヴァン・ダイク『ラルス・ポルセンナの前のムキウス・スカエウォラ』（1618-1620年頃）
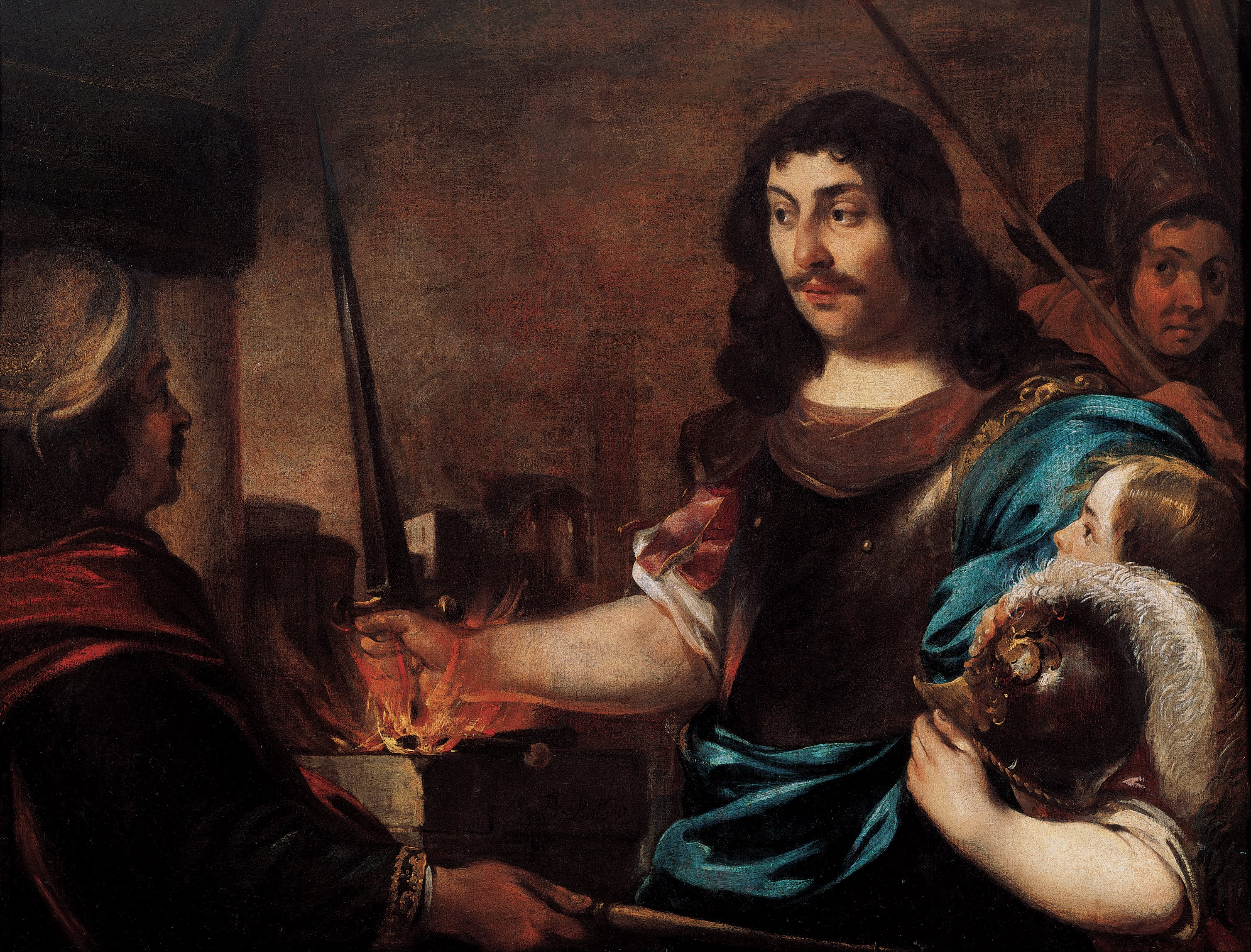
ベルンハルト・ケイル（17世紀中頃）
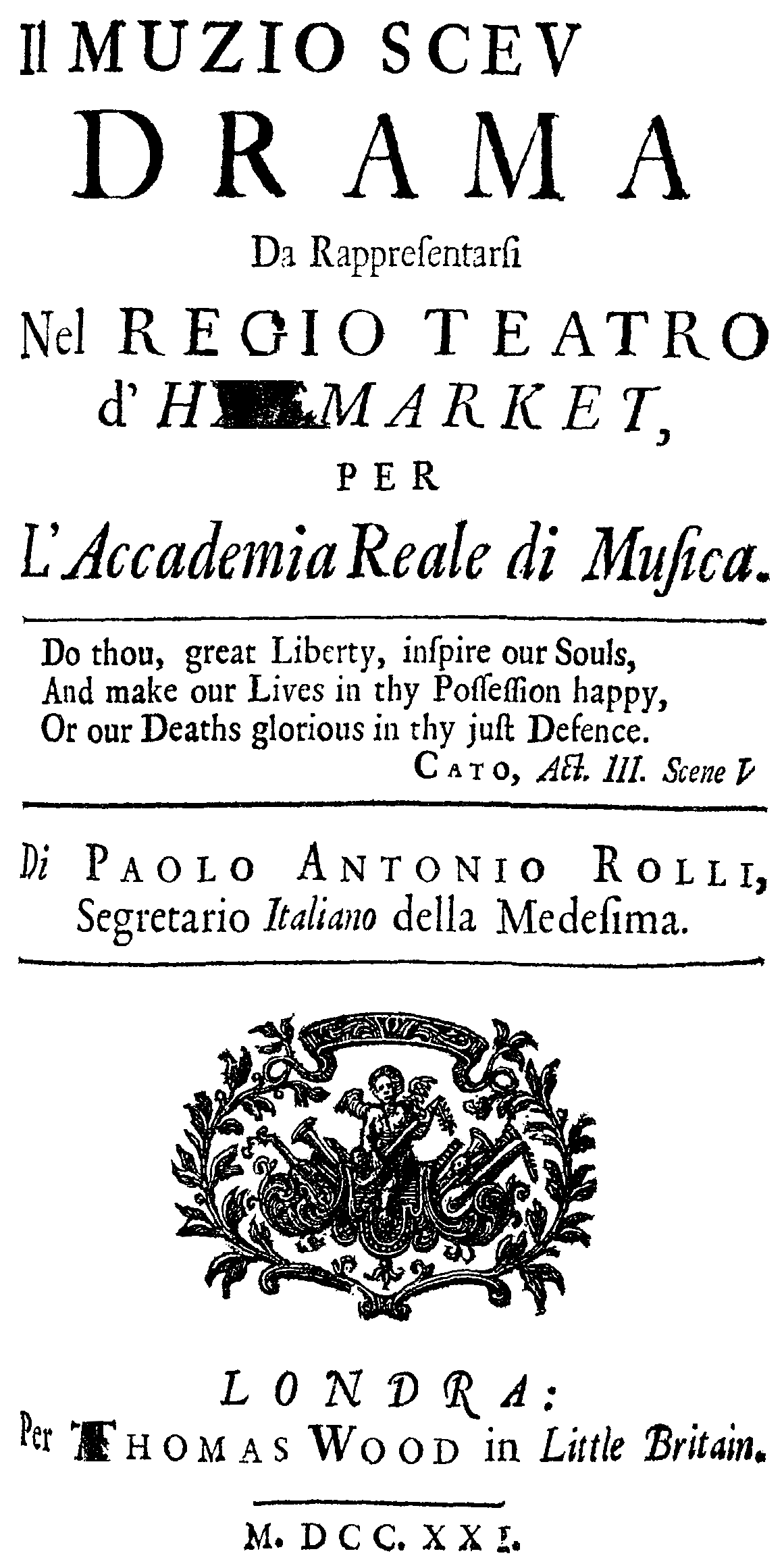
ゲオルク・フリードリヒ・ヘンデルのオペラ・セリア（1721年）
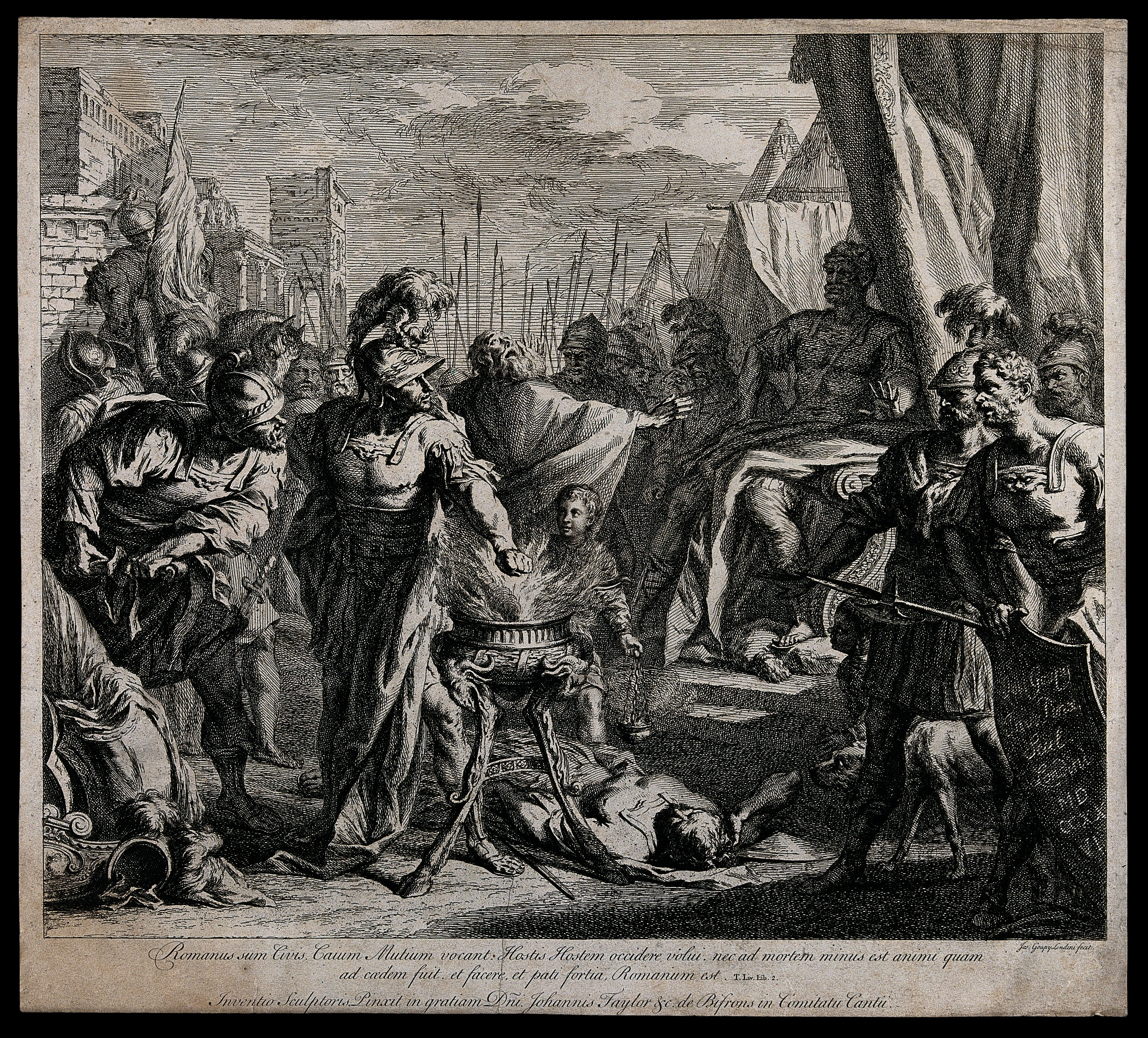
ジョセフ・グーピー（1726年）
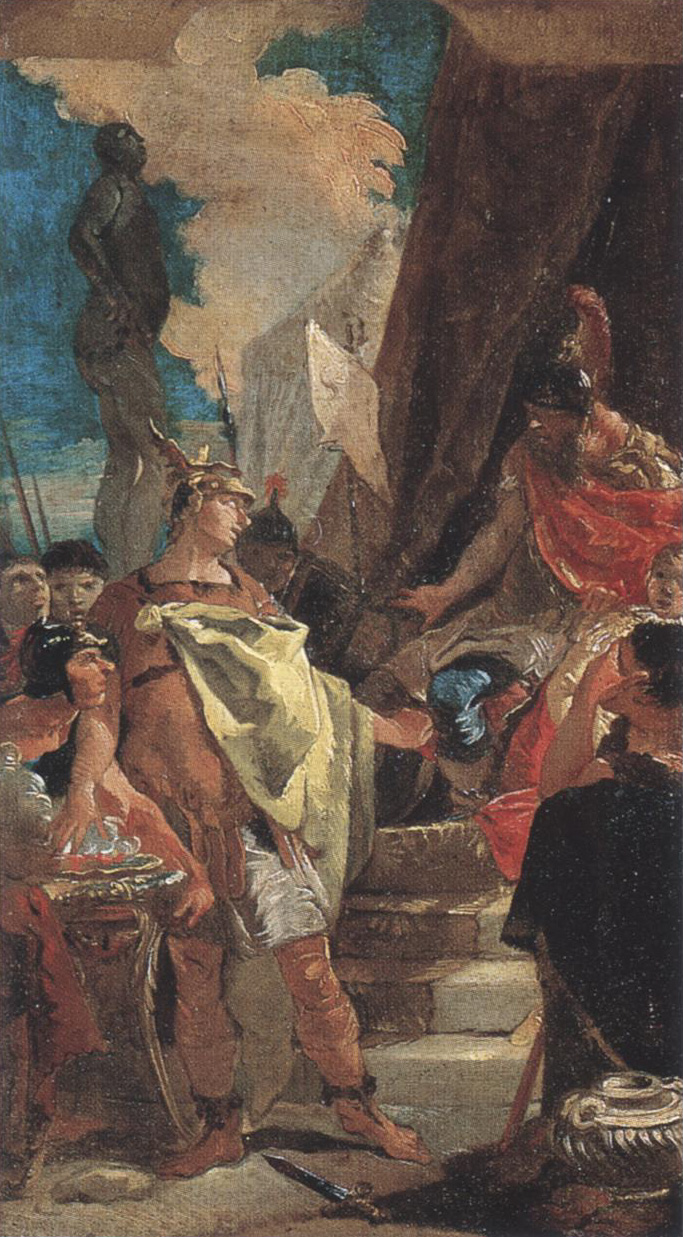
ジョヴァンニ・バッティスタ・ティエポロ（1726年頃）
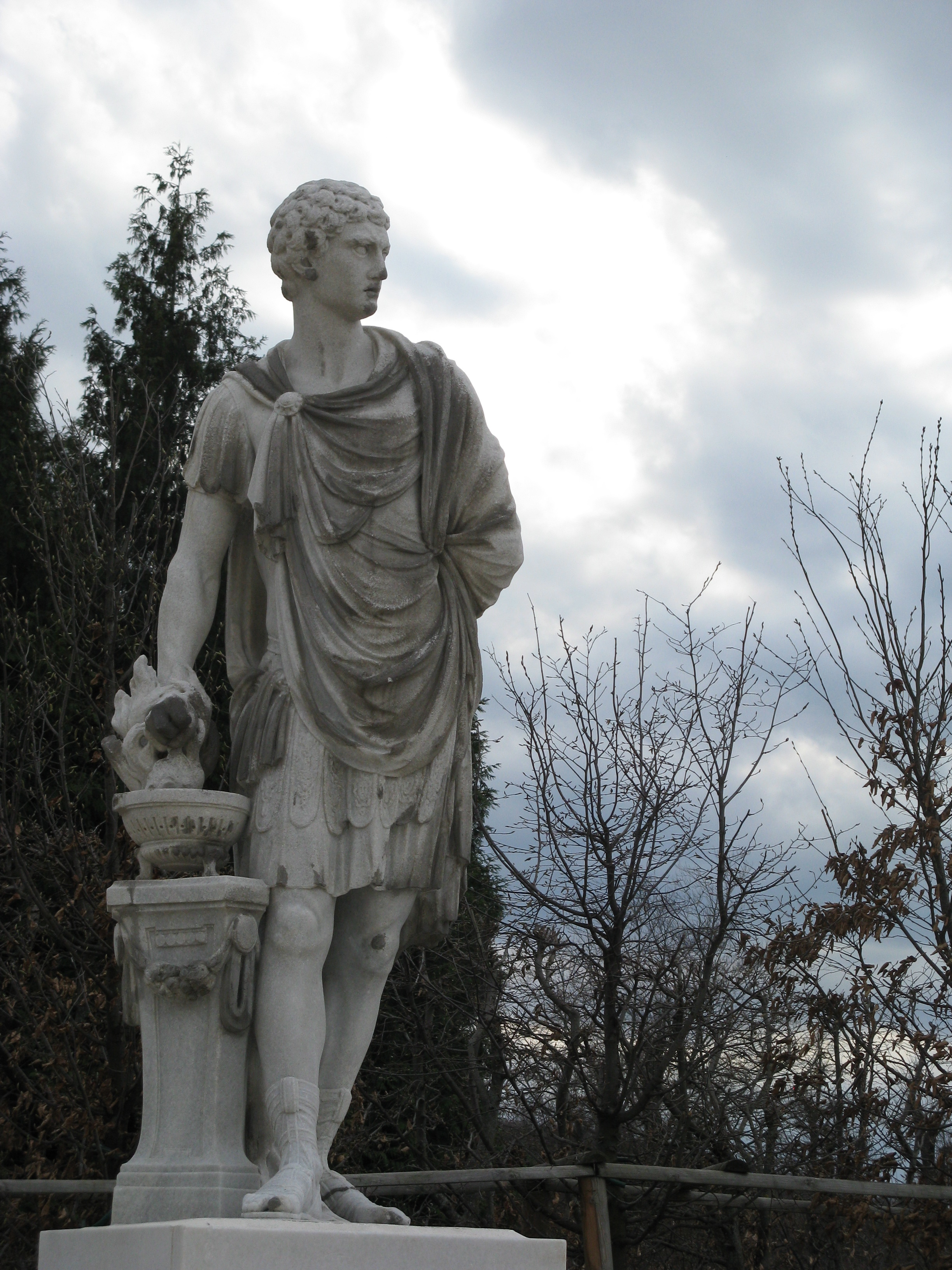
ヨハン・マーティン・フィッシャー（1780年頃）